# Зіновенко Анатолій Миколайович
Анатолій Миколайович Зіновенко (нар. 13 березня 1961) — український актор театру, кіно, телебачення та дубляжу.

## Життєпис
Народився 13 березня 1961 року.
У 1984 році Київський державний інститут імені Івана Карпенка-Карого.

## Сім'я
- Дружина — Тетяна Зіновенко (нар. 1963); українська акторка театру, кіно, телебачення та дубляжу.
- Старша донька — Анастасія Зіновенко (нар. 1990); українська акторка кіно та дубляжу.
- Молодша донька — Єлизавета Зіновенко (нар. 1997); українська акторка кіно та дубляжу.

## Фільмографія
- «Три гільзи від англійського карабіна» (1983)
- «Мамаду» (2000)
- «Весела компанія» (2003)
- «Пригоди Вєрки Сердючки» (2005)
- «Ситуація 202» (2006)
- «Золоті хлопці-2» (2006)
- «Таємниця „Святого Патрика“» (2006)
- «Обережно, блондинки!» (2006)
- «Зоряні канікули» (2006)
- «Правила викрадення» (2006)
- «Театр приречених» (2006)
- «Дев'ять життів Нестора Махно» (2006)
- «Бомж» (2006)
- «Карасі» (2007)
- «Дні надії» (2007)
- «Фабрика щастя» (2007)
- «Чужі таємниці» (2007)
- «Секунда до…» (2007)
- «Доярка з Хацапетовки» (2007)
- «Дні надії» (2007)
- «Рік золотої рибки» (2007)
- «Дурна зірка» (2007)
- «Повернення Мухтара» (4 і 6—7 сезони) (2007—2012)
- «Повернення блудливого чоловіка» (2007)
- «Смерть шпигунам. Крим» (2008)
- «Рідні люди» (2008)
- «Катарсис» (2008)
- «Богун. Адвокатні розслідування» (2008)
- «Притягнення» (2008)
- «Третього не дано» (2009)
- «Ромашка, кактус, маргаритка» (2009)
- «Правила угону» (2009)
- «Викрадення богині» (2009)
- «Дві сторони однієї Анни» (2009)
- «Гувернантка» (2009)
- «Свати» (2—3 сезони) (2009)
- «Крапля світла» (2009)
- «Сільський романс» (2009)
- «У Париж!» (2009)[1]
- «Сонцеколо» (2010)
- «Серафіма прекрасна» (2010)
- «Маршрут милосердія» (2010)
- «Демони» (2010)
- «Єфросинья» (2010)
- «Паршиві вівці» (2010) — (лауреат премії Телетріумф)[2]
- «Брат за брата» (2010—2014)
- «Острів непотрібних людей» (2011)
- «Здрастуй, мамо!» (2011)
- «Ярість» (2011)
- «Ялта-45» (2011)
- «Терміново шукаю чоловіка» (2011)
- «Кумські байки» (2011)
- «Картина крейдою» (2011)
- «Доставити за будь-яку ціну» (2011)
- «Дід» (2011)
- «Весна у грудні» (2011)
- «Щасливий квиток» (2012)
- «Польська сібіріада» (2012)
- «Мільйонер» (2012)
- «Мамочка моя» (2012)
- «Кохання зі зброєю» (2012)
- «Захисниця» (2012)
- «Це моя собака» (2012)
- «Єдиний мій гріх» (2012)
- «Полярний рейс» (2013)
- «Ломбард» (2013)
- «Метелики» (2013)
- «Пастка» (2013)
- «Жіночий лікар-2» (2013)
- «Агент» (2013)
- «Наречена» (2013)
- «Шулер» (2013)
- «Впізнай мене, якщо сможеш» (2014)
- «Чоловік на годину» (2014)
- «Гречанка» (2014)
- «Поверни моє кохання» (2014)
- «Легковажна жінка» (2014)
- «Пляж» (2014)
- «Там, де ти» (2014)
- «Особиста справа» (2014)
- «Копи з Перетопа» (2014)
- «Ковзани для чемпіонки» (2014)
- «Горчаков» (2014)
- «Боцман Чайка» (2014)
- «Білі вовки-2» (2014)
- «Три дороги» (2015)
- «Пес» (2015—2021)
- «Повернешся — поговоримо» (2015)
- «Володимирська, 15» (2015—2016)
- «За законом воєнного часу» (2015—2018)
- «Чудо за розкладом» (2016)
- «Випадкових зустрічей не буває» (2016)
- «Вікно життя» (2016)
- «Заміж у Новий рік» (2016)
- «Експрес-відрядження» (2016)
- «Ментівські війни. Київ» (2017)
- «Ментівські війни. Одеса» (2017)
- «Коли ми вдома. Нова історія» (2017)
- «Що робить твоя дружина?» (2017)
- «Мама для Снігуроньки» (2017)
- «Конвой» (2017)
- «Біле-чорне» (2017)
- «Заповіт принцеси» (2017)
- «Всупереч долі» (2017)
- «Коли повертається минуле» (2017)
- «Капітанша» (2017—2019)
- «Доля обміну не підлягає» (2018)
- «Краще за всіх» (2018)
- «Бійся бажань своїх» (2018)
- «Папаньки» (2018)
- «Таїсія» (2018)
- «Чуже життя» (2018)
- «Здамо будиночок біля моря» (2018)
- «Копи на роботі» (2018)
- «Доньки-матері» (2018—2019)
- «Слідчий Горчакова» (2019)
- «Чотирилисник бажань» (2019)
- «Юрчишини» (2019)
- «Серце матері» (2019)
- «Кріпосна» (2019)
- «Шукаю тебе» (2019)[3]
- «Місто закоханих» (2019)
- «Я все тобі доведу» (2019)
- «По різних берегах» (2019)[4]
- «Наша лікарка» (2020)
- «Карпатський рейнджер» (2020)[5]
- «Шуша» (2020)
- «Аквамарин» (2021)
- «Рідна мачуха» (2021)
- «Дім, де серце» (2021)
- «Джерело» (2021)
- «Провінціал» (2021)
- «Дім Бобринських» (2022)
- «Сини щасливої жінки» (2022)
- «Ти мене ніколи не забудеш» (2022)
- «Коли ми вдома. Разом до перемоги» (2022)

## Дублювання та озвучення
Сотні ролей українською та російською для студій та телеканалів «1+1», «ICTV», «Так Треба Продакшн» та інших.